# Selkirkshire
Le Selkirkshire ou comté de Selkirk est un comté d'Écosse. Il est entouré par le Peeblesshire à l'ouest, le Midlothian au nord, le Berwickshire au nord-est, le Roxburghshire à l'est, et le Dumfriesshire au sud. Il doit son nom à sa capitale, le burgh royal de Selkirk.
Jusqu'en 1975, il fait partie des 33 comtés administratifs d'Écosse, avec un conseil établi par la Local Government (Scotland) Act 1889. Sous la Local Government (Scotland) Act 1973, le rôle d'administration locale qu'avaient les comtés disparait, et cette région est incluse dans le district d'Ettrick et Lauderdale de la Borders Region. À la différence d'autres comtés, le Selkirkshire n'a pas conservé de région de lieutenance, mais est rattaché à Roxburgh, Ettrick and Lauderdale.

## Histoire
Au Ier siècle, Selkirk fait partie des terres des Gadeni qui y chassent plus qu'ils n'y résident vraiment. Ni les Romains, ni les Angles, ni les Saxons ne défrichent la région, qui demeure célèbre pour ses forêts durant plusieurs siècles. La région est d'ailleurs également appelée « Ettrick Forest ». Sous les rois écossais, cette forêt est considérée comme royale. Mais ce n'est que sous le règne de Jacques V que des shérifs sont nommés pour administrer la région. Sous Édouard Ier d'Angleterre, la forêt est accordée au comte de Gloucester. Plus tard, le comte de Pembroke en assure l'administration. À partir de Robert le Bruce, les comtes de Douglas, puis les comtes d'Angus administrent le pays jusqu'à l'union des couronnes.

## Population
La population relevée par les recensements successifs est la suivante :
| 1801  | 1811  | 1821  | 1841  | 1851  | 1861   | 1871   | 1881   | 1891   |
| ----- | ----- | ----- | ----- | ----- | ------ | ------ | ------ | ------ |
| 5 889 | 6 637 | 6 833 | 7 990 | 9 809 | 10 449 | 19 651 | 26 346 | 28 068 |

| 1901   | 1911   | 1921   | 1931   | 1951   | - | - | - | - |
| ------ | ------ | ------ | ------ | ------ | - | - | - | - |
| 23 356 | 24 601 | 22 607 | 22 711 | 21 729 | - | - | - | - |